# Arvid Lindman
Arvid Lindman, švedski admiral, politik in diplomat, * 19. september 1862, Uppsala, Švedska, † 9. december 1936, London, Anglija.
Lindman je bil minister za vojno mornarico Švedske (1905–1906), član Riksdaga (1905–), predsednik Vlade Švedske (29. maj 1906–7. oktober 1911), minister za zunanje zadeve Švedske (1917) in ponovno predsednik vlade (2. oktober 1928–7. junij 1930).